# Fultondale
Fultondale is een plaats (city) in de Amerikaanse staat Alabama, en valt bestuurlijk gezien onder Jefferson County.

## Demografie
Bij de volkstelling in 2000 werd het aantal inwoners vastgesteld op 6595.
In 2006 is het aantal inwoners door het United States Census Bureau geschat op 6905, een stijging van 310 (4,7%).

## Geografie
Volgens het United States Census Bureau beslaat de plaats een oppervlakte van
31,7 km², geheel bestaande uit land.

## Plaatsen in de nabije omgeving
De onderstaande figuur toont de plaatsen in een straal van 16 km rond Fultondale.